# برايان ديلي (كاتب)
برايان ديلي (بالإنجليزية: Brian Daley)‏ (22 ديسمبر 1947، إنغلوود في الولايات المتحدة - 11 فبراير 1996، ماريلند في الولايات المتحدة)؛ روائي أمريكي.

## روابط خارجية
- برايان ديلي على موقع IMDb (الإنجليزية)
- برايان ديلي على موقع ميوزك برينز (الإنجليزية)
- برايان ديلي على موقع ديسكوغز (الإنجليزية)